# Hassan Muhammad Makki
Hassan Muhammad Makkī (* 22. Dezember 1933 in al-Hudaida, Nordjemen; † 9. Juni 2016 in Kairo; arabisch حسن محمد مكي, DMG Ḥasan Muḥammad Makkī) war ein jemenitischer Politiker und mehrmaliger Wirtschafts- bzw. Außenminister sowie im Jahr 1974 kurzzeitig Premierminister der Jemenitischen Arabischen Republik (Nordjemen).
Aus einer angesehenen bzw. wohlhabenden Familie stammend und zur Ausbildung zunächst nach Ägypten bzw. dann nach Italien geschickt, studierte Hassan Makki von 1953 bis 1956 an der Universität von Rom und promovierte 1960 über Wirtschaft an der Universität Bologna. Zurück im Jemen war er daraufhin von 1960 bis 1962 Berater im Wirtschaftsministerium.
Mit dem Sturz der Monarchie stieg Makki im September 1962 zum stellvertretenden Wirtschaftsminister der jungen Republik und zum Direktor der Jemenitischen Bank für Wiederaufbau und Entwicklung auf. Im Kabinett Abdul Rahman al-Iriani bekleidete er 1963–1964 schließlich selbst das Amt des Wirtschaftsministers. Kurzzeitig 1964 und erneut von April bis September 1966 sowie von 1967 bis 1968 war Hassan al-Makki Außenminister in den Kabinetten Hassan al-Amris. Als er 1968 während eines Aufstands nasseristischer Offiziere und Armeeteile in Sanaa vermitteln wollte, wurde er schwer verwundet. Danach wurde er zunächst als Botschafter nach Italien (1968–1970) und in die Bundesrepublik Deutschland (1970–1972) entsandt. Kadi Abdullah al-Hagri rief ihn 1972 zurück und als Vizepremier sowie als Wirtschaftsminister in sein Kabinett; als al-Hagri am 10. Februar 1974 zurücktrat, wurde am 3. März Makki selbst von Präsident Abdul Rahman al-Iriani mit der Regierungsbildung beauftragt.
Im Juni 1974 überstand Makki al-Irianis Sturz und blieb auch im neuen Kabinett Muhsin al-Ainis Vizepremier und Wirtschaftsminister, zumindest bis zum Oktober 1974. Danach wurde er als Ständiger Gesandter Jemens zur UNO entsandt (1974–1976, abgelöst von al-Aini) und war gleichzeitig Botschafter in den USA und Kanada (1975–1976). Von 1975 bis 1976 war er zudem Präsident der Universität von Sanaa. Noch einmal war er Botschafter in Italien (1977–1979), ehe er von 1979 bis 1980 kurzzeitig wieder Außenminister im Kabinett von Abdul Aziz Abdul Ghani wurde. Im Nachfolgekabinett von Abdul Karim al-Iryani wurde Makki 1980 nochmals Vizepremier und Wirtschaftsminister und blieb es zunächst auch, als 1983 erneut Abdul Aziz Abdul Ghani ein Kabinett bildete (bis 1984).
Während der Krise, die von Mai bis Juli 1994 zur zwischenzeitlichen Wiederabspaltung des Südens führte, scheiterte ein Attentatsversuch gegen ihn. Sein Fahrer und ein Leibwächter fielen dem Anschlag zum Opfer, Makki blieb unverletzt.
Er starb am 9. Juni 2016 in Kairo.

## Weblink
- rulers.org: Prime Ministers and Foreign Ministers of Yemen (Sana)